# Cryptanthus seidelianus
Cryptanthus seidelianus är en gräsväxtart som beskrevs av Wilhelm Weber. Cryptanthus seidelianus ingår i släktet Cryptanthus, och familjen Bromeliaceae. Inga underarter finns listade i Catalogue of Life.